# Gelterfingen
Gelterfingen là một đô thị ở huyện Seftigen ở bang Bern ở Thụy Sĩ. Đô thị này có diện tích 3,5 km², dân số năm 2005 là 247 người.